# 比利亚富埃尔特
比利亚富埃尔特，是西班牙卡斯蒂利亚-莱昂巴利亚多利德省的一个市镇。总面积26平方公里，总人口142人（2001年），人口密度5人/平方公里。